# Pleasant Grove (Carolina del Norte)
Pleasant Grove es un área no incorporada ubicada del condado de Alamance en el estado estadounidense de Carolina del Norte. 
Pleasant Grove está ubicado en la intersección de Carretera de Carolina del Norte 49 y Carretera de Carolina del Norte 62 en la parte noreste del condado de Alamance. Es el sitio de los motivos tribales de la Banda Occaneechi de la Nación Saponi.